# Göllheim
Göllheim è un comune di 3.775 abitanti della Renania-Palatinato, in Germania.
Appartiene al circondario del Donnersberg (targa KIB) ed è parte della comunità amministrativa (Verbandsgemeinde) di Göllheim.

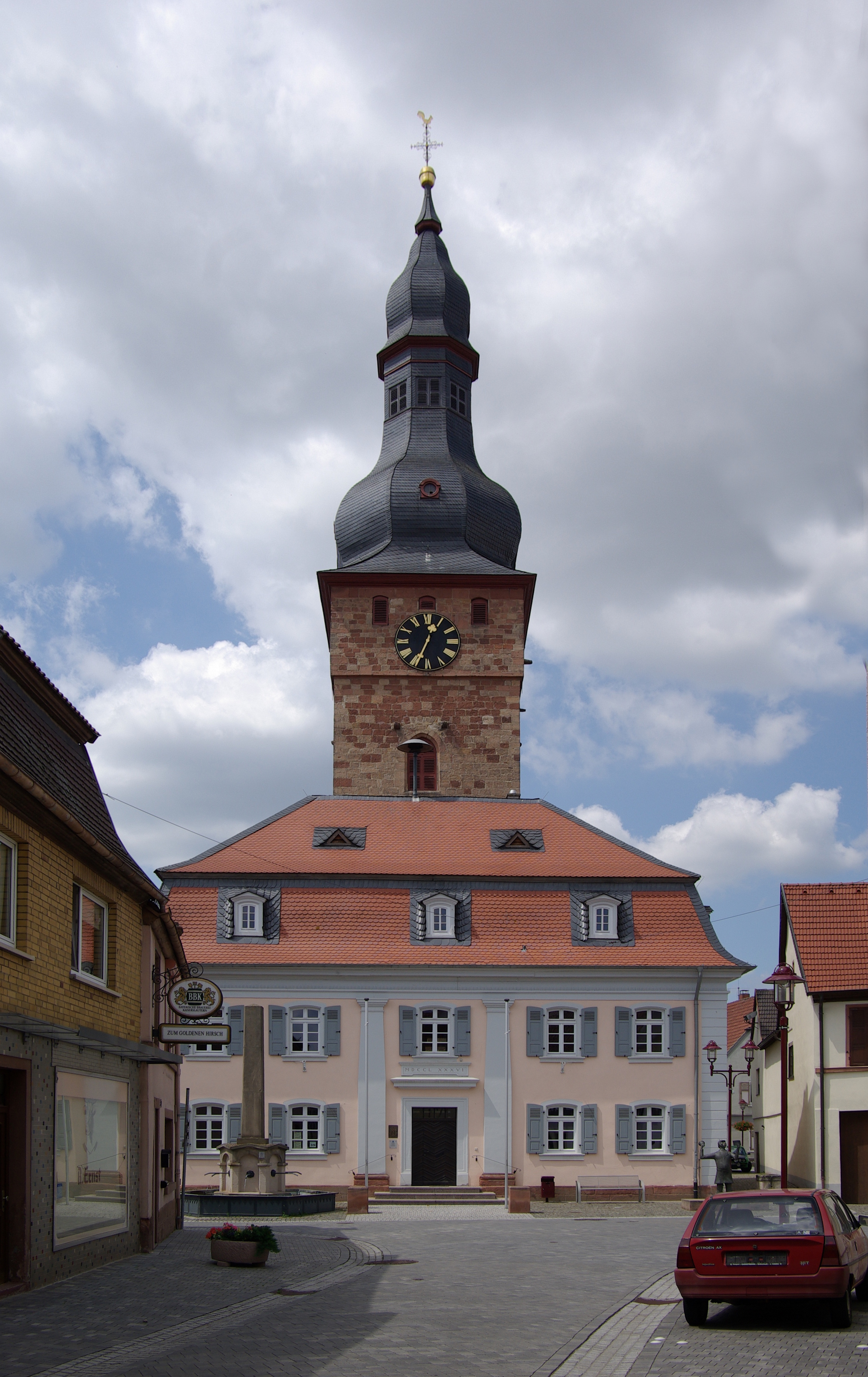
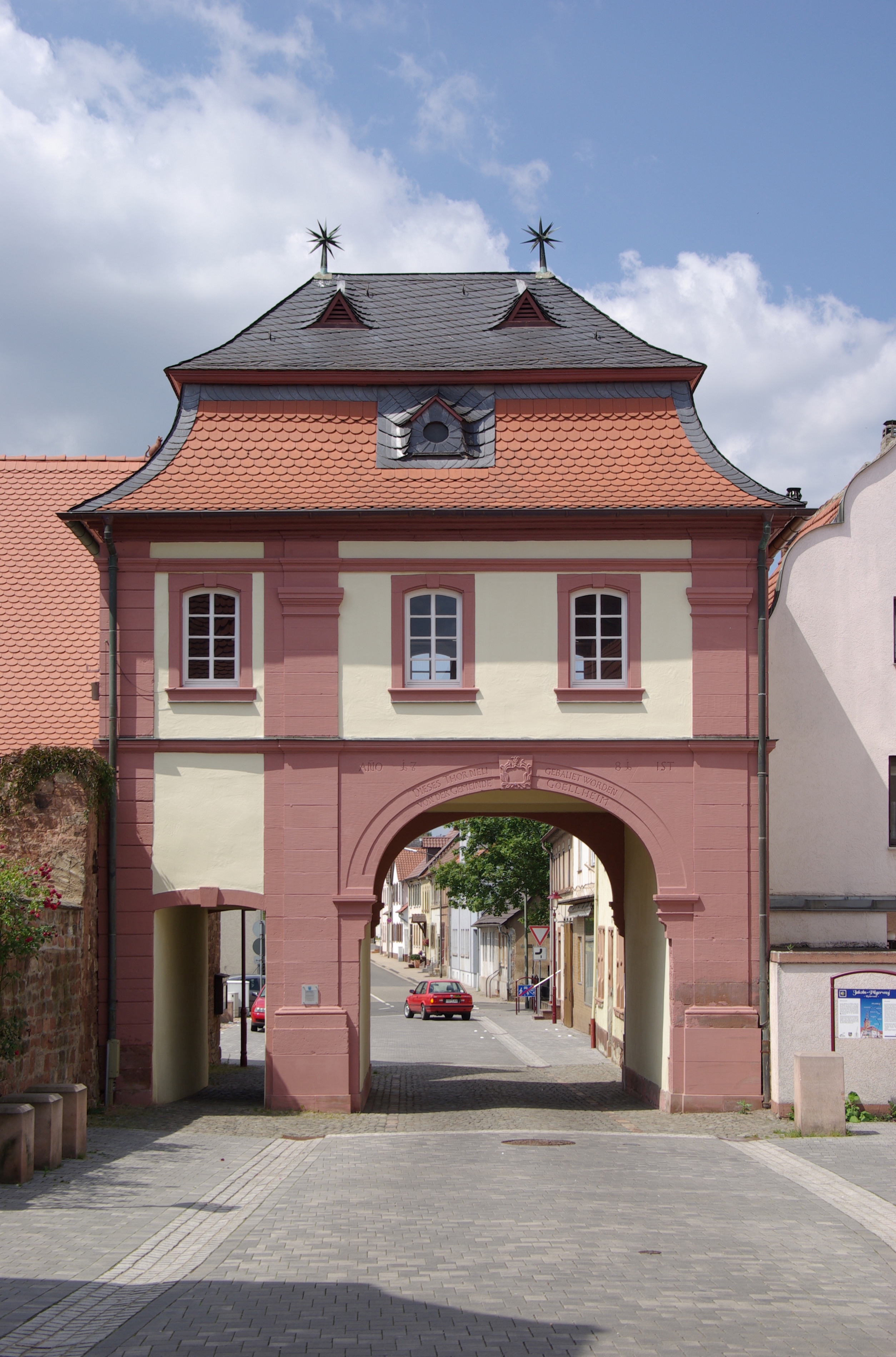
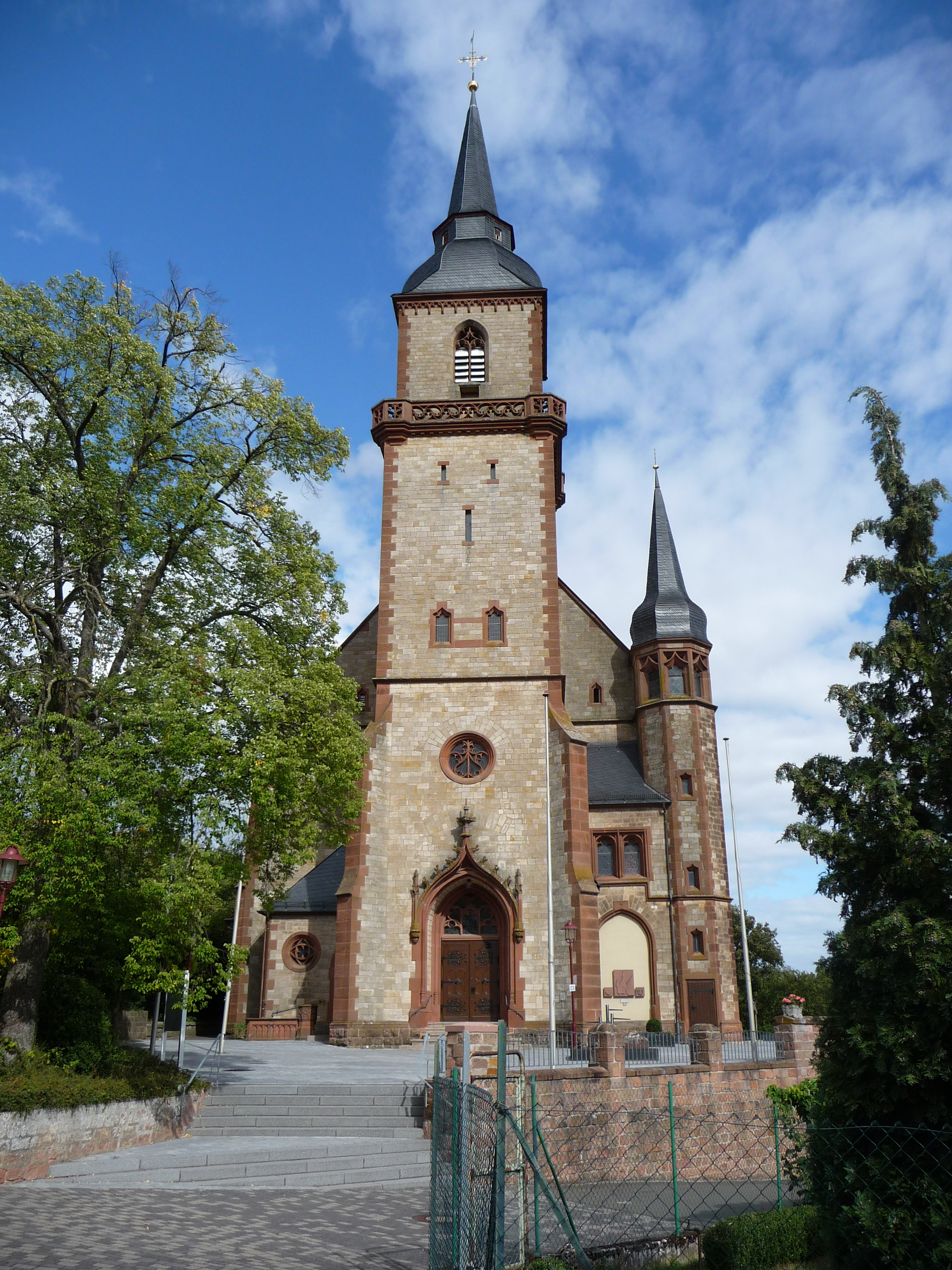
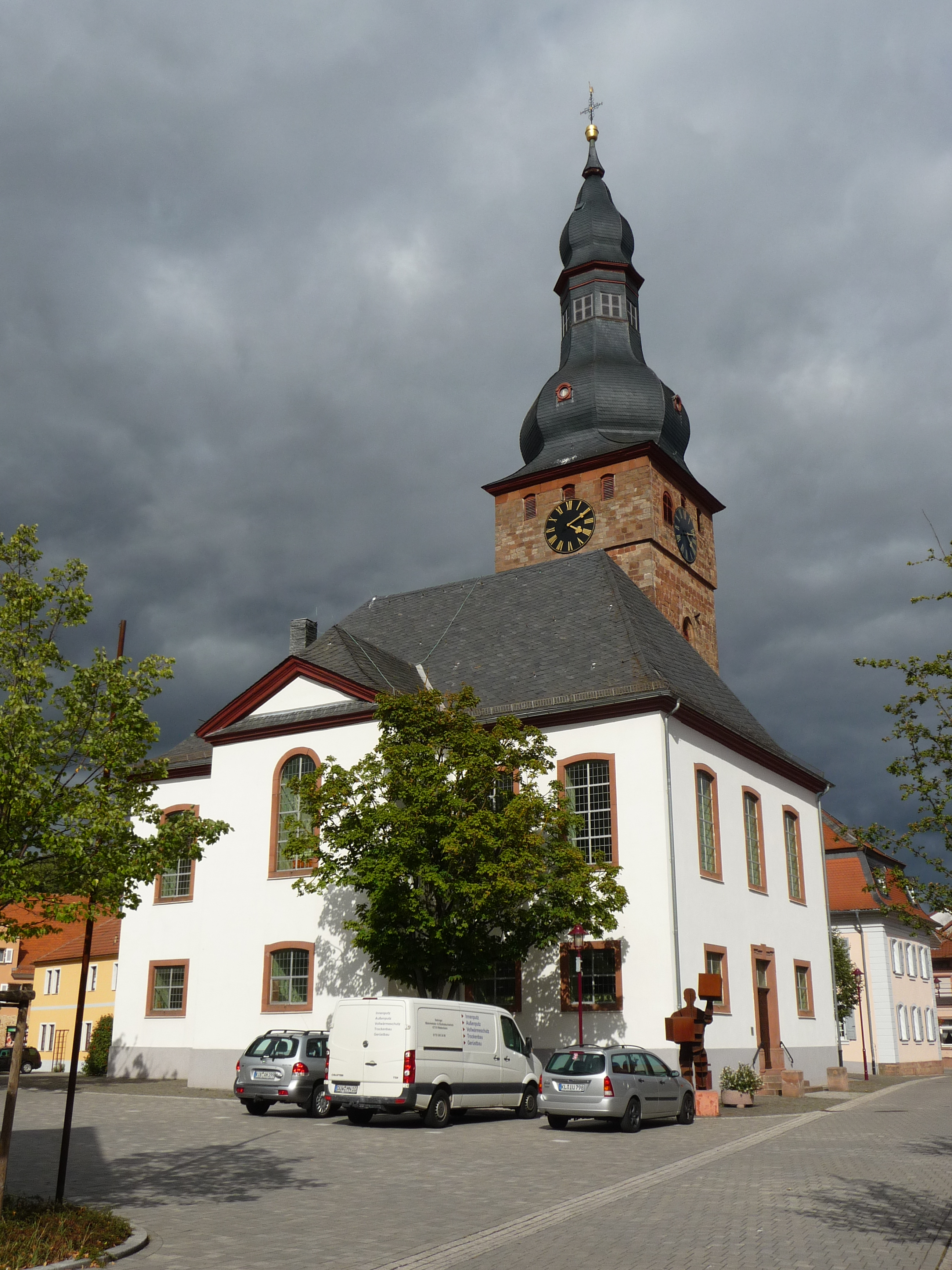

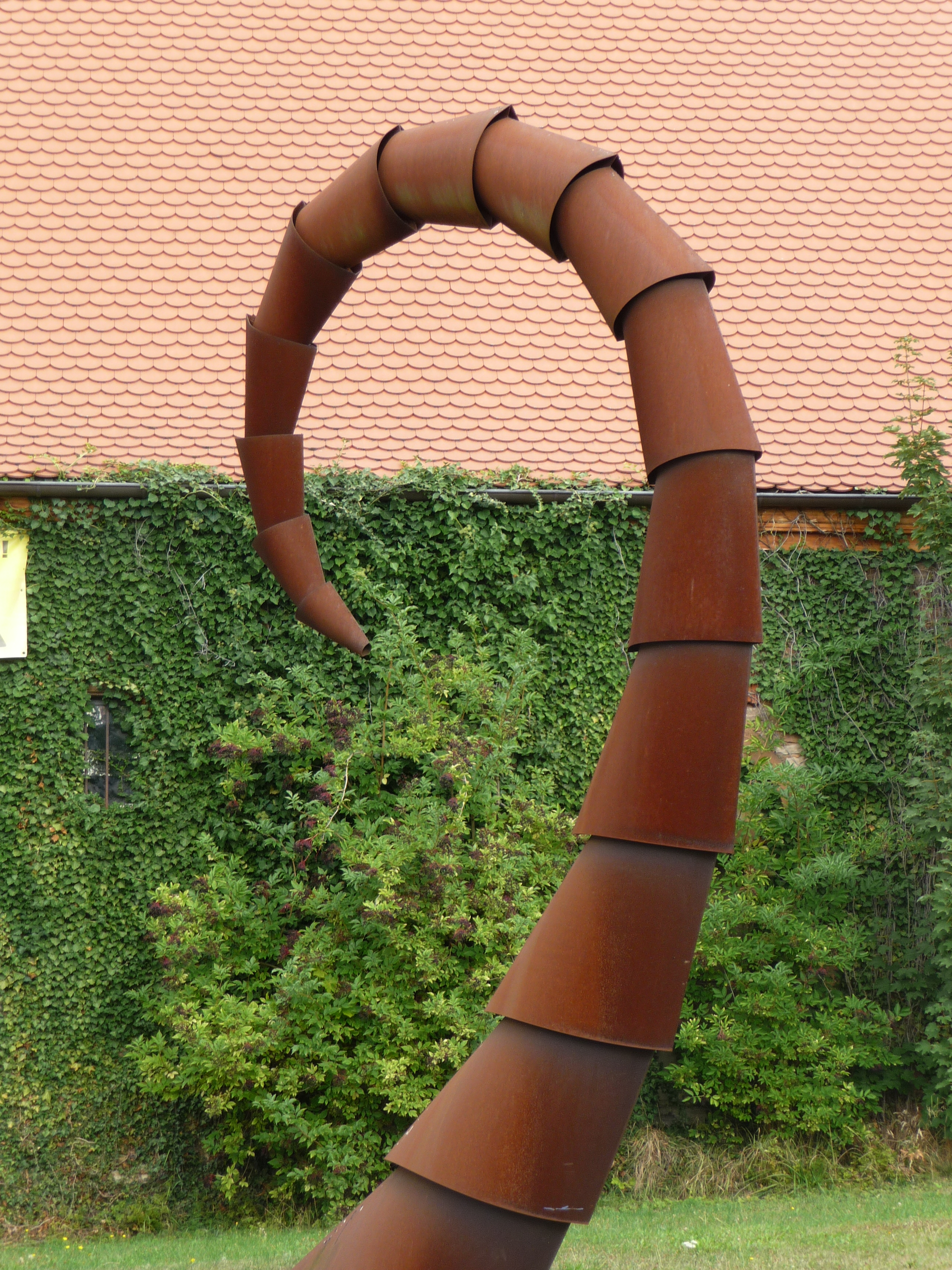
„Sproß“
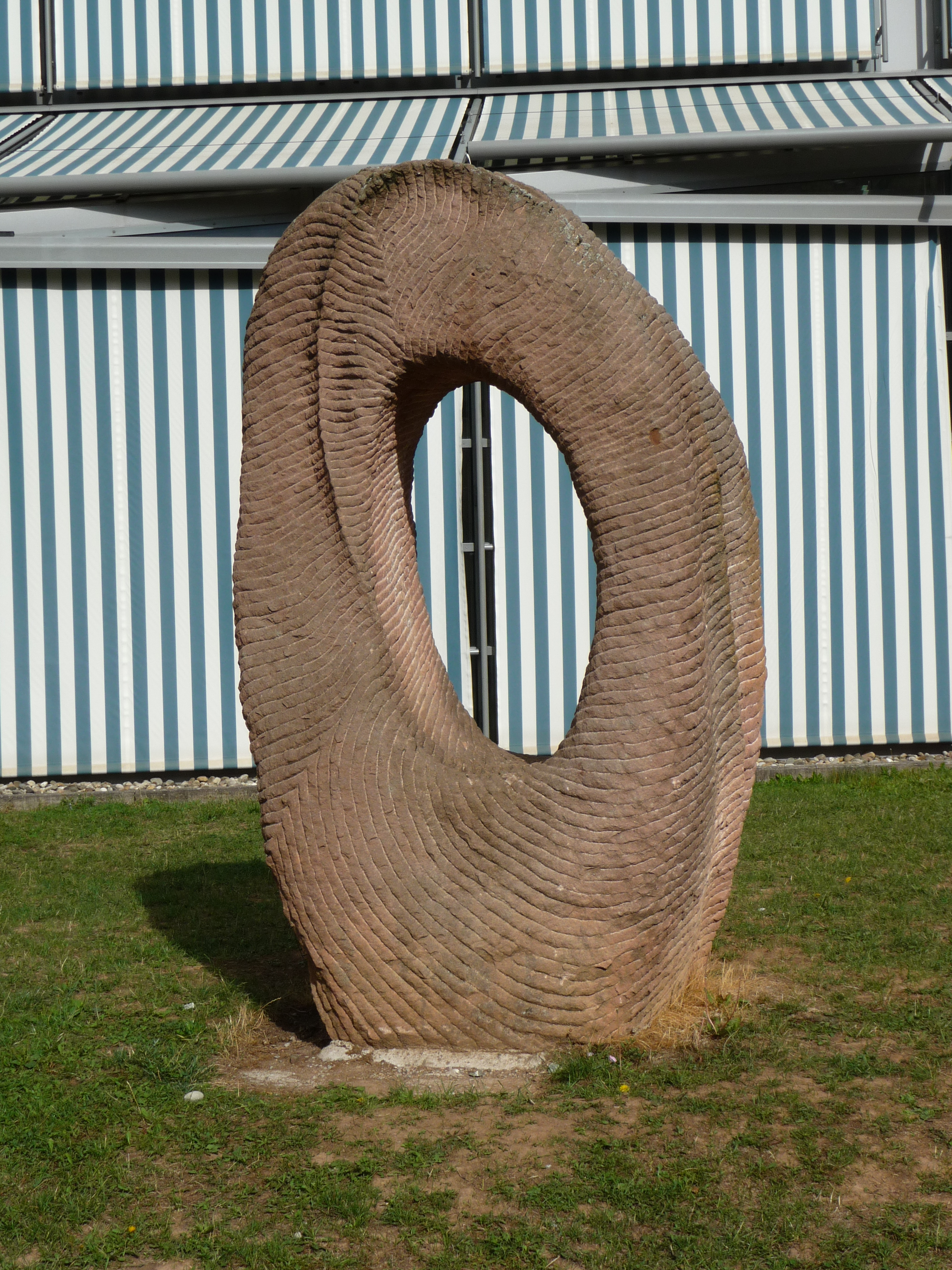
„Aufbruch“
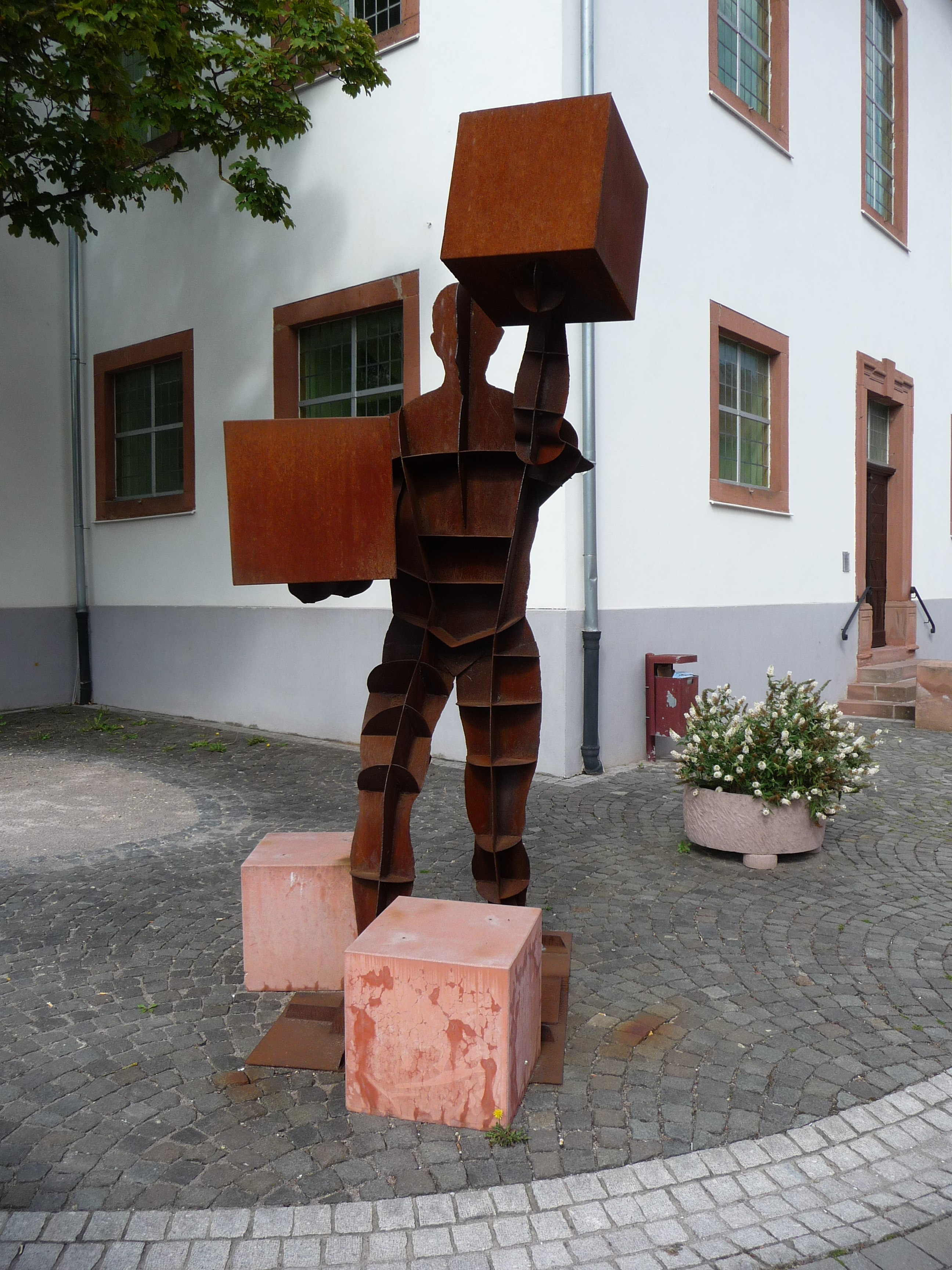
„Jongleur“
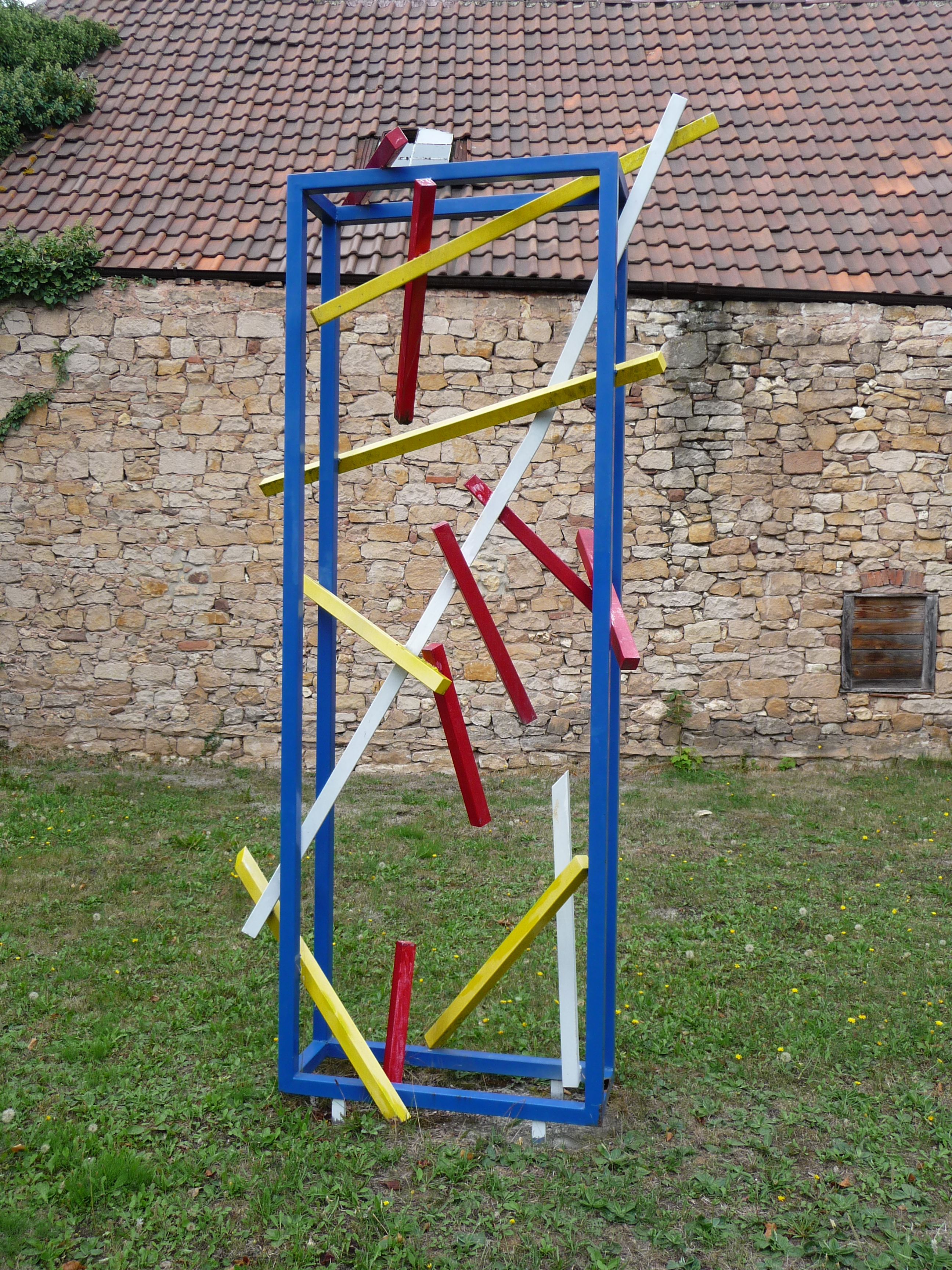
„Roter Rahmen“